# Siegfried Wehrmeister

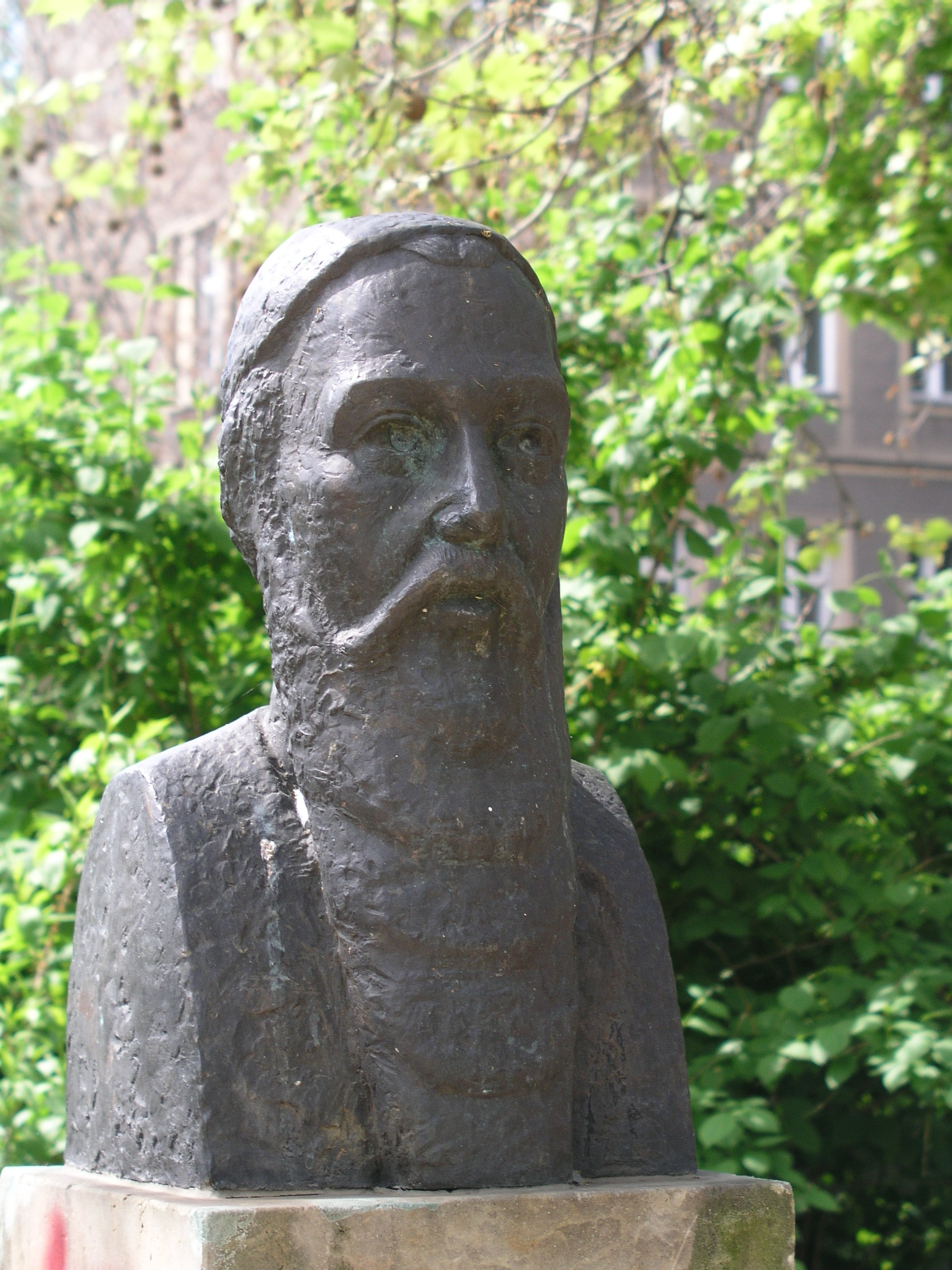
Büste Comenius’ auf dem Comeniusplatz in Berlin-Friedrichshain von Wehrmeister gefertigt

Siegfried Wehrmeister (* 1949 in Heiligenstadt/Eichsfeld) ist ein in Berlin lebender Bildhauer, der überwiegend Büsten und Skulpturen verschiedener Personen, die in den Bezirken Mitte, Friedrichshain-Kreuzberg und Marzahn-Hellersdorf stehen, geschaffen hat.

## Leben
Siegfried Wehrmeister ist im nahegelegenen Glasehausen aufgewachsen, einem kleinen Ort von damals 200, heute 180 Einwohnern. Nach Abschluss einer Ausbildung zum Steinmetz folgte 1969 bis 1971 eine Lehre als Steinbildhauer und 1973 eine Qualifizierung zum Schrifthauer.
Seit 1974 lebt und arbeitet Siegfried Wehrmeister in Berlin im Szeneviertel Berlin-Prenzlauer Berg. 1974 bis 1977 war er als Steinbildhauer und Restaurator im VEB Stuck und Naturstein Berlin in der Abteilung Bildhauerei / Bildhauerwerkstatt Klimes tätig. 1977 nahm er ein Studium an der Kunsthochschule Berlin-Weißensee auf, das er 1982 mit dem Diplom bei Jo Jastram abschloss.
Seitdem ist Siegfried Wehrmeister freischaffend tätig. Seine Arbeiten wurden sowohl von der öffentlichen Hand als auch von privaten Institutionen angekauft. 1987 bis 1989 unterrichtete er in einer allgemeinbildenden Schule das Fach Plastisches Gestalten, gab diese Tätigkeit jedoch zugunsten seiner Bildhauer- und Restauratoraktivitäten auf.
Nach der Wende betrieb er seine Bildhauerwerkstatt weiter und fertigte auch Kleinplastik. Seit 2004 berät und unterstützt er die Immanuelgemeinde in Prenzlauer Berg bei der Planung und Durchführung kunsthistorischer und kunstpädagogischer Projekte. Auf Anmeldung macht er auch Kunstführungen.
Siegfried Wehrmeister wurde 1986 Mitglied des späteren Berufsverbandes Bildender Künstler, 1992 Mitglied der Internationalen Gesellschaft der Bildenden Künste und 2001 Mitglied des späteren Verbandes der Restauratoren.

## Werke (Auswahl)
– chronologisch –
- Giebelbilder; PAC-Farben auf Betonplatten. Eine 15 Meter hohe und 10 Meter breite Sportfigur in Piktogrammform, um 1981/82
 Standort: an den nördlichen und südlichen fensterlosen Giebeln der ehemaligen 24. Oberschule in der Franz-Stenzer-Straße 41 in Berlin-Marzahn
 Beschreibung: Mit wenigen voneinander abgesetzten Farbflächen in orange bis beige abgestuft wurde ein Mensch mit erhobenen Armen in leichter Schrittstellung über die gesamte Wandhöhe und -breite gestaltet. Mit dem Abriss des Schulhauses im Jahr 2005 verschwanden die Bilder.[1]
- Sehnsucht, 1984/86; Bronze, Maße 0,83 × 0,16 × 0,16 m
 Standort war im Krankenhaus Friedrichshain vor den Häusern 11–15; bei einer Besichtigung im Jahr 2010 wurde die Figur nicht aufgefunden.
 Beschreibung: Auf einem schmalen, säulenartigen Kalksteinsockel befindet sich eine stehende Frau mit kräftigem, ausladendem Körper, die den Kopf stark nach links dreht.[2]
- Büste Ernst Ludwig Heim, 1986; Bronze
 Standort: Helene-Weigel-Platz im Ortsteil Berlin-Marzahn. Nach ihrer Einweihung am 23. September 1989 wurde die Porträt-Skulptur auf dem Platz vor dem Eingang zur Poliklinik aufgestellt, die 1984 den Ehrennamen dieses Armen-Arztes erhalten hatte. Nach der Umgestaltung des Platzes in den 2000er Jahren wurde das Werk 2005 im Foyer der nahe gelegenen Bibliothek neu aufgestellt. Es handelt sich um ein Auftragswerk zum Gedenken an den Arzt Ernst Ludwig Heim (1747–1834), Ehrenbürger von Berlin.
 Beschreibung: Ein etwa 60 cm hoher Kopf ohne Rumpfansatz betont die markanten Gesichtszüge des Mediziners. An ihrem neuen Standort erhielt die Büste einen kleinen bronzenen quadratischen Sockel, der auf einem Rundeisenstab befestigt wurde und so in Augenhöhe der Besucher zu betrachten ist.[1]
- Gedenkstele Werner Steinbrinck, 1988, Marmor auf Granit
 Standort: Mühlenbecker Weg/ Zühlsdorfer Straße 20–22, Berlin-Marzahn
 Zur Erinnerung an den von den Nationalsozialisten ermordeten Werner Steinbrinck (1917–1942), der die Brandsätze herstellte, mit denen Mitglieder der von Herbert Baum geleiteten Widerstandsgruppe eine antisowjetische Ausstellung in Brand setzten. – Anlass des Auftragswerkes war die 1983 erfolgte Namensverleihung an die 24. Oberschule. Die Gedenkstele wurde im Oktober 1988 feierlich enthüllt.
 Beschreibung: Die Säule besteht aus hoch-rechteckigen Blöcken, auf dem obersten sind symbolische Relief-Darstellungen für den Widerstandskampf eingearbeitet. Auf der Vorderseite der Säule wurden die Worte Johannes R. Bechers eingemeißelt:
 „Und aus Verlorensein wie aus Verlust ergab sich Wandlung und ein Auferstehn.“ Auf der Rückseite, die mit einer aufstrebenden männlichen Figur gestaltet wurde, ist folgende Inschrift zu lesen: „Werner Steinbrink/ seinen Genossen/ und Freunden.“[1]
- Büste für den Schriftsteller Jan Amos Comenius, 1992; Bronze,
 Standort: Comeniusplatz, nahe Marchlewskistraße[2] in Berlin-Friedrichshain
- Büste für den volkstümlichen Arzt und Schriftsteller Alfred Döblin, 1992; Bronze, den Guss besorgte die Fa. Seiler
 Standort: Karl-Marx-Allee 131 A, vor dem Kino Kosmos. Im Jahr 2010 hatten Buntmetalldiebe die Büste entwendet. Nachdem in den Medien darüber berichtet und zu Spenden aufgerufen worden war, kamen die benötigten rund 13.000 Euro für einen Nachguss zusammen. Dieser wurde mithilfe des bei Wehrmeister vorhandenen Gipsmodells im Juli 2011 von der Firma Flierl ausgeführt und dem Bezirksamt übergeben. Aus Sicherheitsgründen wurde die Büste im Foyer der nahe gelegenen im Jahr 2010 eröffneten Bezirkszentralbibliothek aufgestellt.
 Beschreibung: Der Künstler formte einen etwa 45 cm hohen Kopf mit Hals, jedoch ohne Schultern wie sonst üblich. Die Büste steht auf einem 140 cm hohen Sockel. Wehrmeister legte besonderen Wert auf die charakteristischen Züge Döblins wie das schmale Gesicht, die herausragende Nase und das verschmitzte Lächeln; auch seine Brille ist angedeutet.[3]
 Bei der Vorstellung des Nachgusses meinte Wehrmeister, dass dieser besser geraten sei als das erste Werk.[4]